# ARP 2500

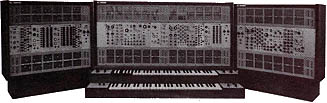
Un sintetizzatore ARP 2500

L'ARP 2500, costruito a partire dal 1970 fino alla metà degli anni settanta, è stato il primo grande sintetizzatore costruito dalla ARP. Si trattava di un sintetizzatore monofonico, equipaggiato con un set di matrici per collegare ulteriori moduli in aggiunta alle corde di serie. Utilizzava corde con un Connettore Jack da 1/8", contrariamente ai jack da 1/4" utilizzate dai sintetizzatori Moog del tempo.

## Storia
Benché il 2500 fosse considerato uno strumento affidabile e di buona qualità, non ottenne successo commerciale, poiché ne furono venduti solo circa 100. Una collezione dei più famosi moduli del 2500 fu "racchiusa" in un unico strumento, il 2600, nel quale non erano presenti le matrici di collegamento ed altri moduli superflui.
Il 2500 divenne famoso quando fu utilizzato nel film Incontri ravvicinati del terzo tipo, come strumento di comunicazione con gli alieni. Il sintetizzatore appare nel film con l'unità principale completa, due unità aggiuntive ed una doppia tastiera.

## Musicisti famosi
Il 2500 è stato usato da musicisti quali Elton John, Meat Beat Manifesto, gli Who, David Bowie, Skinny Puppy, Jean-Michel Jarre, Jimmy Page e Vince Clarke. La compositrice francese Éliane Radigue ha lavorato quasi sempre esclusivamente con il 2500. Contrariamente a quanto sostenuto da molti, nella famosa canzone degli Who Baba O'Riley, il sintetizzatore usato non era il 2500, bensì il suono era creato tramite un processo che consisteva nel far passare il segnale sonoro di un organo attraverso il sistema di modulazione di un EMS VCS3. Comunque, parti suonate con il 2500 sono presenti nei brani Bargain, Going Mobile, e The Song Is Over.
Il 2500 è stato largamente utilizzato anche dal produttore britannico David Hentschel in brani come Funeral for a Friend di Elton John (contenuta nell'album del 1973 Goodbye Yellow Brick Road) e nell'album Wind & Wuthering dei Genesis.

Anche l'album War Of The Worlds di Jeff Wayne (campione di vendite e vincitore di vari dischi di platino) è eseguito in parte con il 2500, che è soprattutto utilizzato per creare la voce del marziano presente nell'album.
Nel 2018, il compositore pianista e batterista degli X Japan (Yoshiki Hayashi) mostra un utilizzo dell'arp2500 per la realizzazione del nuovo album.